# Словечанська волость
Словечанська волость — адміністративно-територіальна одиниця Овруцького повіту Волинської губернії Російської імперії з центром у містечку Словечне.
Станом на 1885 рік складалася з 24 поселень, 11 сільських громад. Населення — 6061 осіб (2968 чоловічої статі та 3093 — жіночої), 594 дворових господарств.
|                     | Площа, десятин | У тому числі орної, десятин |
| ------------------- | -------------- | --------------------------- |
| Сільських громад    | 17037          | 9243                        |
| Приватної власності | 41075          | 2433                        |
| Казенної власності  | 3643           | 43                          |
| Іншої власності     | 221            | 138                         |
| Загалом             | 58333          | 11814                       |

Основні поселення волості:
- Словечне (пол. Sławeczno[2]) — колишнє державне містечко при річці Словечне за 35 верст від повітового міста, 459 осіб, 64 двори, православна церква, школа, водяний млин. За 2 версти — винокурний завод Капустинський. За 10 верст — смоляний завод. За 12 верст — чавуноливарний і залізоробний завод Сирниця. За 12 верст — чавуноливарний і залізоробний завод Червенка. За 14 верст — чавуноливарний і залізоробний завод Кованка. За 20 верст — чавуноливарний і залізоробний завод Нова Рудня. За 25 верст — чавуноливарний і залізоробний завод Перебрадський.
- Бігунь — колишнє власницьке село, 900 осіб, 98 дворів.
- Можари — колишнє власницьке село при річці Галка, 436 осіб, 63 двори, православна церква.
- Озеряне — колишнє власницьке село, 340 осіб, 47 дворів, православна церква, постоялий будинок.
- Петраші — колишнє власницьке село, 365 осіб, 41 двір, православна церква.